# Paectes costictrigata
Paectes costictrigata là một loài bướm đêm trong họ Noctuidae.